# Oplatocera chujoi
Oplatocera chujoi là một loài bọ cánh cứng trong họ Cerambycidae.